# George Comstock (astrónomo)
George Cary Comstock (2 de febrero de 1855 – 11 de mayo de 1934) fue un astrónomo y educador estadounidense.

## Semblanza
Nació en Madison, Wisconsin, siendo el hijo mayor de Charles Henry Comstock y de Mercy Bronson. En 1877 obtuvo su graduación en la Universidad de Míchigan, después de estudiar matemáticas y astronomía. Durante un par de años trabajó para la Toma de Datos de los Lagos de los EE. UU. y a continuación en un proyecto de mejora del río Misisipi, antes de convertirse en director asistente del Observatorio Washburn en 1879. Durante su tiempo libre estudió leyes y fue admitido en la ''barra'' (asociación profesional de abogados) de Wisconsin en 1883, después de graduarse en la Escuela de Leyes de Wisconsin. Aun así, nunca practicó la abogacía.
Nombrado profesor en la Universidad Estatal de Ohio en 1887, donde enseñó matemáticas y astronomía, accedió a la dirección del Observatorio Washburn. En 1894 se casó con Esther Cecile Everett, con quien tuvo una hija, Mary Cecelia Cary. Contribuyó a organizar la Sociedad Astronómica Americana en 1897, siendo primero su secretario y después vicepresidente. Fue elegido para la Academia Nacional de Ciencias en 1899, y en 1904 obtuvo una cátedra en la Universidad de Wisconsin, de la que posteriormente se convertiría en Decano. Mantuvo este cargo hasta 1920, retirándose en 1922 y siendo nombrado Profesor Emérito de Astronomía. En 1925 fue elegido Presidente de la Sociedad Astronómica Americana.
Durante su carrera escribió varios libros de texto y publicó diversos artículos en revistas científicas.
El cráter Comstock, situado en la cara oculta de la Luna, lleva este nombre en su honor. Su hermano Louis fue Presidente del Gabinete de la Compañía Aseguradora de Títulos de Nueva York.